# Pachycephala modesta
Pachycephala modesta là một loài chim trong họ Pachycephalidae.